# Церковь Казанской иконы Божией Матери (Вестерос)
Церковь Казанской иконы Божией Матери (швед. Heliga Guds moderns av Kazan rysk-ortodoxa kyrka) — храм Русской православной церкви в городе Вестерос в Швеции. Относится к благочинию Патриарших приходов в Швеции.

## История
7 мая 2003 года Священный синод Русской православной церкви постановил принять новообразованный приход в честь Казанской иконы Божией Матери в Вестеросе в юрисдикцию Московского патриархата. Община первоначально не имела собственного храма, службы проводились в арендованном у Церкви Швеции помещении.

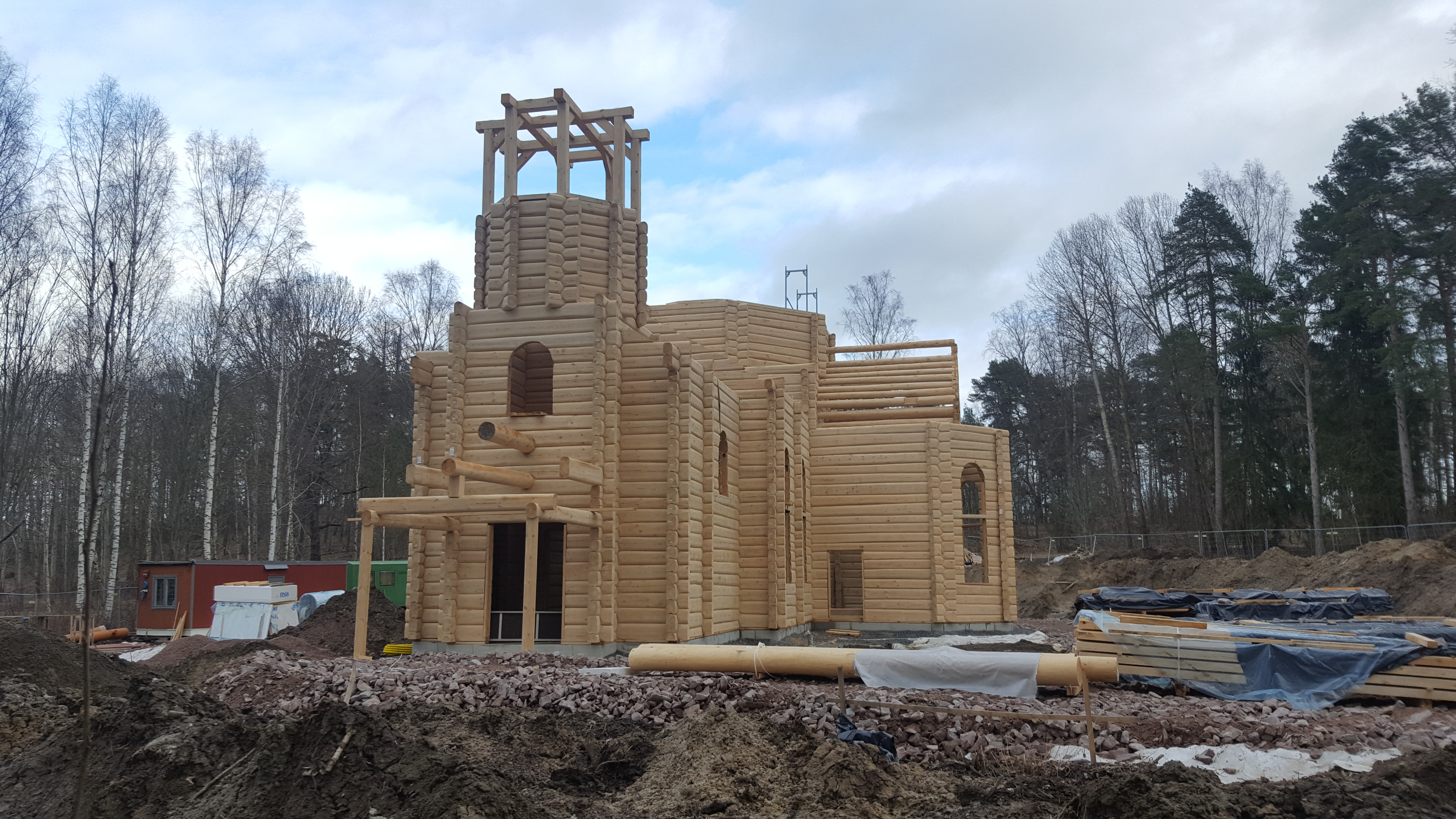
Строительство церкви (март 2019)

О планах строительства приходской церкви сообщалось ещё в 2012 году, однако только в 2017 году получено разрешение на её возведение. Само же строительство храма началось в 2019 году. Его стоимость составила 35 миллионов шведских крон (около 3,1 миллиона евро).
4 ноября 2023 года новопостроенную Казанскую церковь освятил председатель Отдела внешних церковных связей Московского патриархата митрополит Волоколамский Антоний (Севрюк).
Храм выполнен в традициях русского православного деревянного зодчества. Его высота — 22 метра. Рядом с ним построен приходской дом, в котором предусмотрено размещение трапезной, библиотеки и воскресной школы.
Православная церковь расположена всего в нескольких сотнях метров от местного аэропорта. По мнению эксперта Шведского университета обороны Маркуса Йоранссона, она представляет собой «потенциальный опорный пункт, который можно использовать для сбора информации как об аэропорте Вестерос, так и о промышленной сфере в виде крупных энергетических компаний».